# Mannschaftsaufstellungen der Schacholympiade der Frauen 1957
Die Tabellen nennen die Aufstellung der Mannschaften bei der Schacholympiade der Frauen 1957 in Emmen. Die 21 teilnehmenden Mannschaften spielten zunächst in drei Vorrundengruppen. Aus jeder Gruppe kamen die besten drei Mannschaften ins A-Finale, und je zwei weitere in die Finalgruppen B und C. Zu jedem Team gehörten zwei Spielerinnen, Ersatzspielerinnen waren nicht vorgesehen. In den Tabellen ist zu jeder Mannschaft die Abschlussplatzierung genannt, daneben steht das erreichte Finalturnier. Die Mannschaftsbilanzen sind getrennt für Vor- und Endrunde aufgeführt, die Einzelbilanzen der Spielerinnen hingegen in Summe beider Turnierphasen. Für die Platzierung der Mannschaften waren die Brettpunkte vor den Mannschaftspunkten, dem direkten Vergleich und der Sonneborn-Berger-Wertung maßgeblich.

## Mannschaften

### 1. Sowjetunion
| Platz | Land           | G  | R | V | Brettp. | Mannschaftsp. |
| ----- | -------------- | -- | - | - | ------- | ------------- |
| 1 (A) | Sowjetunion    | 06 | 0 | 0 | 11      | 12            |
| 1 (A) | Sowjetunion    | 04 | 4 | 0 | 10,5    | 12            |
| Brett | Spielerin      | G  | R | V | Punkte  | Partien       |
| 1     | Olga Rubzowa   | 06 | 7 | 1 | 9,5     | 14            |
| 2     | Kira Sworykina | 10 | 4 | 0 | 12      | 14            |

### 2. Rumänien
| Platz | Land                 | G | R | V | Brettp. | Mannschaftsp. |
| ----- | -------------------- | - | - | - | ------- | ------------- |
| 2 (A) | Rumänien             | 3 | 2 | 1 | 7       | 8             |
| 2 (A) | Rumänien             | 3 | 4 | 1 | 10,5    | 10            |
| Brett | Spielerin            | G | R | V | Punkte  | Partien       |
| 1     | Maria Pogorevici     | 6 | 5 | 3 | 8,5     | 14            |
| 2     | Margareta Teodorescu | 6 | 6 | 2 | 9       | 14            |

### 3. DDR
| Platz | Land                  | G | R | V | Brettp. | Mannschaftsp. |
| ----- | --------------------- | - | - | - | ------- | ------------- |
| 3 (A) | DDR                   | 4 | 2 | 0 | 10      | 10            |
| 3 (A) | DDR                   | 5 | 2 | 1 | 10      | 12            |
| Brett | Spielerin             | G | R | V | Punkte  | Partien       |
| 1     | Edith Keller-Herrmann | 8 | 5 | 1 | 10,5    | 14            |
| 2     | Ursula Altrichter     | 6 | 7 | 1 | 9,5     | 14            |

### 4. Ungarn
| Platz | Land        | G | R | V | Brettp. | Mannschaftsp. |
| ----- | ----------- | - | - | - | ------- | ------------- |
| 4 (A) | Ungarn      | 3 | 2 | 1 | 8       | 8             |
| 4 (A) | Ungarn      | 3 | 3 | 2 | 8,5     | 9             |
| Brett | Spielerin   | G | R | V | Punkte  | Partien       |
| 1     | Irén Hönsch | 7 | 5 | 2 | 9,5     | 14            |
| 2     | Éva Kertész | 3 | 8 | 3 | 7       | 14            |

### 5. Bulgarien
| Platz | Land            | G | R | V | Brettp. | Mannschaftsp. |
| ----- | --------------- | - | - | - | ------- | ------------- |
| 5 (A) | Bulgarien       | 4 | 2 | 0 | 9       | 10            |
| 5 (A) | Bulgarien       | 2 | 4 | 2 | 8       | 8             |
| Brett | Spielerin       | G | R | V | Punkte  | Partien       |
| 1     | Wenka Asenowa   | 5 | 7 | 2 | 8,5     | 14            |
| 2     | Antonia Iwanowa | 5 | 7 | 2 | 8,5     | 14            |

### 6. Jugoslawien
| Platz | Land              | G | R | V | Brettp. | Mannschaftsp. |
| ----- | ----------------- | - | - | - | ------- | ------------- |
| 6 (A) | Jugoslawien       | 4 | 1 | 1 | 8,5     | 9             |
| 6 (A) | Jugoslawien       | 2 | 3 | 3 | 7,5     | 7             |
| Brett | Spielerin         | G | R | V | Punkte  | Partien       |
| 1     | Lidija Timofejeva | 4 | 5 | 5 | 6,5     | 14            |
| 2     | Tereza Štadler    | 7 | 5 | 2 | 9,5     | 14            |

### 7. England
| Platz | Land                 | G | R | V | Brettp. | Mannschaftsp. |
| ----- | -------------------- | - | - | - | ------- | ------------- |
| 7 (A) | England              | 3 | 2 | 1 | 8       | 8             |
| 7 (A) | England              | 2 | 2 | 4 | 7       | 6             |
| Brett | Spielerin            | G | R | V | Punkte  | Partien       |
| 1     | Elaine Pritchard     | 6 | 4 | 4 | 8       | 14            |
| 2     | Eileen Betsy Tranmer | 3 | 8 | 3 | 7       | 14            |

### 8. Deutschland
| Platz | Land            | G | R | V | Brettp. | Mannschaftsp. |
| ----- | --------------- | - | - | - | ------- | ------------- |
| 8 (A) | BR Deutschland  | 3 | 2 | 1 | 8,5     | 8             |
| 8 (A) | BR Deutschland  | 1 | 3 | 4 | 6       | 5             |
| Brett | Spielerin       | G | R | V | Punkte  | Partien       |
| 1     | Friedl Rinder   | 5 | 5 | 4 | 7,5     | 14            |
| 2     | Ruth Landmesser | 5 | 4 | 5 | 7       | 14            |

### 9. Niederlande
| Platz | Land               | G | R | V | Brettp. | Mannschaftsp. |
| ----- | ------------------ | - | - | - | ------- | ------------- |
| 9 (A) | Niederlande        | 3 | 2 | 1 | 7,5     | 8             |
| 9 (A) | Niederlande        | 1 | 1 | 6 | 4       | 3             |
| Brett | Spielerin          | G | R | V | Punkte  | Partien       |
| 1     | Fenny Heemskerk    | 1 | 1 | 0 | 1,5     | 2             |
| 2     | Catharina Roodzant | 4 | 5 | 5 | 6,5     | 14            |
| R     | A. van der Veen    | 2 | 3 | 7 | 3,5     | 12            |

Fenny Heemskerk verließ das Turnier nach zwei Runden wegen eines Trauerfalls in ihrer Familie. Sie wurde ausnahmsweise durch eine dritte Spielerin ersetzt.

### 10. USA
| Platz  | Land                   | G | R | V | Brettp. | Mannschaftsp. |
| ------ | ---------------------- | - | - | - | ------- | ------------- |
| 10 (B) | Vereinigte Staaten     | 3 | 1 | 2 | 7       | 7             |
| 10 (B) | Vereinigte Staaten     | 4 | 1 | 0 | 8       | 9             |
| Brett  | Spielerin              | G | R | V | Punkte  | Partien       |
| 1      | Gisela Gresser         | 6 | 3 | 2 | 7,5     | 11            |
| 2      | Jacqueline Piatigorsky | 6 | 3 | 2 | 7,5     | 11            |

### 11. Tschechoslowakei
| Platz  | Land                 | G | R | V | Brettp. | Mannschaftsp. |
| ------ | -------------------- | - | - | - | ------- | ------------- |
| 11 (B) | Tschechoslowakei     | 2 | 2 | 2 | 6       | 6             |
| 11 (B) | Tschechoslowakei     | 3 | 2 | 0 | 8       | 8             |
| Brett  | Spielerin            | G | R | V | Punkte  | Partien       |
| 1      | Nina Hrušková-Bělská | 5 | 1 | 5 | 5,5     | 11            |
| 2      | Květa Eretová        | 8 | 1 | 2 | 8,5     | 11            |

### 12. Polen
| Platz  | Land                  | G | R | V | Brettp. | Mannschaftsp. |
| ------ | --------------------- | - | - | - | ------- | ------------- |
| 12 (B) | Polen                 | 3 | 2 | 1 | 8       | 8             |
| 12 (B) | Polen                 | 3 | 1 | 1 | 7,5     | 7             |
| Brett  | Spielerin             | G | R | V | Punkte  | Partien       |
| 1      | Krystyna Hołuj        | 9 | 0 | 2 | 9       | 11            |
| 2      | Mirosława Litmanowicz | 6 | 1 | 4 | 6,5     | 11            |

### 13. Dänemark
| Platz  | Land          | G | R | V | Brettp. | Mannschaftsp. |
| ------ | ------------- | - | - | - | ------- | ------------- |
| 13 (B) | Dänemark      | 3 | 0 | 3 | 6       | 6             |
| 13 (B) | Dänemark      | 2 | 0 | 3 | 4,5     | 4             |
| Brett  | Spielerin     | G | R | V | Punkte  | Partien       |
| 1      | Ingrid Larsen | 5 | 2 | 4 | 6       | 11            |
| 2      | Merete Haahr  | 4 | 1 | 6 | 4,5     | 11            |

### 14./15. Irland
| Platz  | Land         | G | R | V | Brettp. | Mannschaftsp. |
| ------ | ------------ | - | - | - | ------- | ------------- |
| 14 (B) | Irland       | 2 | 1 | 3 | 5       | 5             |
| 14 (B) | Irland       | 0 | 1 | 4 | 1       | 1             |
| Brett  | Spielerin    | G | R | V | Punkte  | Partien       |
| 1      | Hilda Chater | 2 | 2 | 7 | 3       | 11            |
| 2      | Beth Cassidy | 2 | 2 | 7 | 3       | 11            |

### 14./15. Schottland
| Platz  | Land           | G | R | V | Brettp. | Mannschaftsp. |
| ------ | -------------- | - | - | - | ------- | ------------- |
| 14 (B) | Schottland     | 1 | 1 | 4 | 3,5     | 3             |
| 14 (B) | Schottland     | 0 | 1 | 4 | 1       | 1             |
| Brett  | Spielerin      | G | R | V | Punkte  | Partien       |
| 1      | Peggy Steedman | 0 | 3 | 8 | 1,5     | 11            |
| 2      | R. P. Foggie   | 2 | 2 | 7 | 3       | 11            |

### 16. Frankreich
| Platz  | Land                     | G | R | V | Brettp. | Mannschaftsp. |
| ------ | ------------------------ | - | - | - | ------- | ------------- |
| 16 (C) | Frankreich               | 1 | 1 | 4 | 3,5     | 3             |
| 16 (C) | Frankreich               | 5 | 0 | 0 | 8,5     | 10            |
| Brett  | Spielerin                | G | R | V | Punkte  | Partien       |
| 1      | Chantal Chaudé de Silans | 5 | 3 | 3 | 6,5     | 11            |
| 2      | Isabelle Choko           | 4 | 3 | 4 | 5,5     | 11            |

### 17. Österreich
| Platz  | Land            | G | R | V | Brettp. | Mannschaftsp. |
| ------ | --------------- | - | - | - | ------- | ------------- |
| 17 (C) | Österreich      | 1 | 1 | 4 | 3       | 3             |
| 17 (C) | Österreich      | 4 | 0 | 1 | 7,5     | 8             |
| Brett  | Spielerin       | G | R | V | Punkte  | Partien       |
| 1      | Alfreda Hausner | 4 | 4 | 3 | 6       | 11            |
| 2      | Berta Zebinger  | 4 | 1 | 6 | 4,5     | 11            |

### 18. Finnland
| Platz  | Land                   | G | R | V | Brettp. | Mannschaftsp. |
| ------ | ---------------------- | - | - | - | ------- | ------------- |
| 18 (C) | Finnland               | 0 | 0 | 6 | 2       | 0             |
| 18 (C) | Finnland               | 3 | 0 | 2 | 6       | 6             |
| Brett  | Spielerin              | G | R | V | Punkte  | Partien       |
| 1      | Sirkka-Liisa Vuorenpää | 2 | 4 | 5 | 4       | 11            |
| 2      | Gunnel Jägerhorn       | 2 | 4 | 5 | 4       | 11            |

### 19. Norwegen
| Platz  | Land              | G | R | V | Brettp. | Mannschaftsp. |
| ------ | ----------------- | - | - | - | ------- | ------------- |
| 19 (C) | Norwegen          | 1 | 1 | 4 | 3       | 3             |
| 19 (C) | Norwegen          | 2 | 0 | 3 | 4,5     | 4             |
| Brett  | Spielerin         | G | R | V | Punkte  | Partien       |
| 1      | Tora Mølman       | 4 | 2 | 5 | 5       | 11            |
| 2      | Carthy Skjønsberg | 1 | 3 | 7 | 2,5     | 11            |

### 20. Belgien
| Platz  | Land               | G | R | V  | Brettp. | Mannschaftsp. |
| ------ | ------------------ | - | - | -- | ------- | ------------- |
| 20 (C) | Belgien            | 0 | 0 | 06 | 0       | 0             |
| 20 (C) | Belgien            | 1 | 0 | 04 | 2,5     | 2             |
| Brett  | Spielerin          | G | R | V  | Punkte  | Partien       |
| 1      | Elisabeth Cuijpers | 1 | 0 | 10 | 1       | 11            |
| 2      | Lilly Bollekens    | 1 | 1 | 09 | 1,5     | 11            |

### 21. Luxemburg
| Platz  | Land      | G | R | V  | Brettp. | Mannschaftsp. |
| ------ | --------- | - | - | -- | ------- | ------------- |
| 21 (C) | Luxemburg | 0 | 1 | 05 | 1,5     | 1             |
| 21 (C) | Luxemburg | 0 | 0 | 05 | 1       | 0             |
| Brett  | Spielerin | G | R | V  | Punkte  | Partien       |
| 1      | Tresch    | 0 | 1 | 10 | 0,5     | 11            |
| 2      | Welter    | 1 | 2 | 08 | 2       | 11            |

## Bemerkungen
1. ↑  Irland und Schottland waren in allen Vergleichskriterien innerhalb des B-Finals gleichauf.